# Transferasa
Una transferasa es una enzima que cataliza la transferencia de un grupo funcional, por ejemplo un metilo o un grupo fosfato, de una molécula donadora a otra aceptora. Por ejemplo, una reacción de transferencia es la siguiente:
A–X + B → A + B–X
En el ejemplo, A es el donador y C es el aceptor; el donador es, a menudo, un coenzima.

## Nomenclatura
La nomenclatura correcta, en sentido estricto, para las transferasas es. donador:aceptor grupotransferasa. No obstante, suelen emplearse los nombres tradicionales de las enzimas, como aceptor grupotransferasa o donador grupotransferasa; por ejemplo, la DNA metiltransferasa cataliza la transferencia de uno o más metilos al DNA, que actúa de aceptor.

## Clasificación
Corresponden al EC 2 en la catalogación mediante números EC. Sus subclases son:
- EC 2.1, incluye enzimas que transfieren grupos de un solo carbono (metiltransferasas)
- EC 2.2, incluye enzimas que transfieren grupos aldehído o cetona
- EC 2.3, incluye aciltransferasas
- EC 2.4, incluye glicosiltransferasas
- EC 2.5, incluye enzimas que transfieren grupos alquilo o arilo
- EC 2.6, incluye enzimas que transfieren grupos con nitrógeno; (transaminasas)
- EC 2.7, incluye enzimas que transfieren grupo fosfato; (fosfotransferasas, incluyendo a polimerasas y quinasas)
- EC 2.8, incluye enzimas que transfieren un grupo sulfurado (sulfurotransferasas y sulfotransferasas)
- EC 2.9, incluye enzimas que transfieren grupos que contienen selenio